# Adelin Tudorache

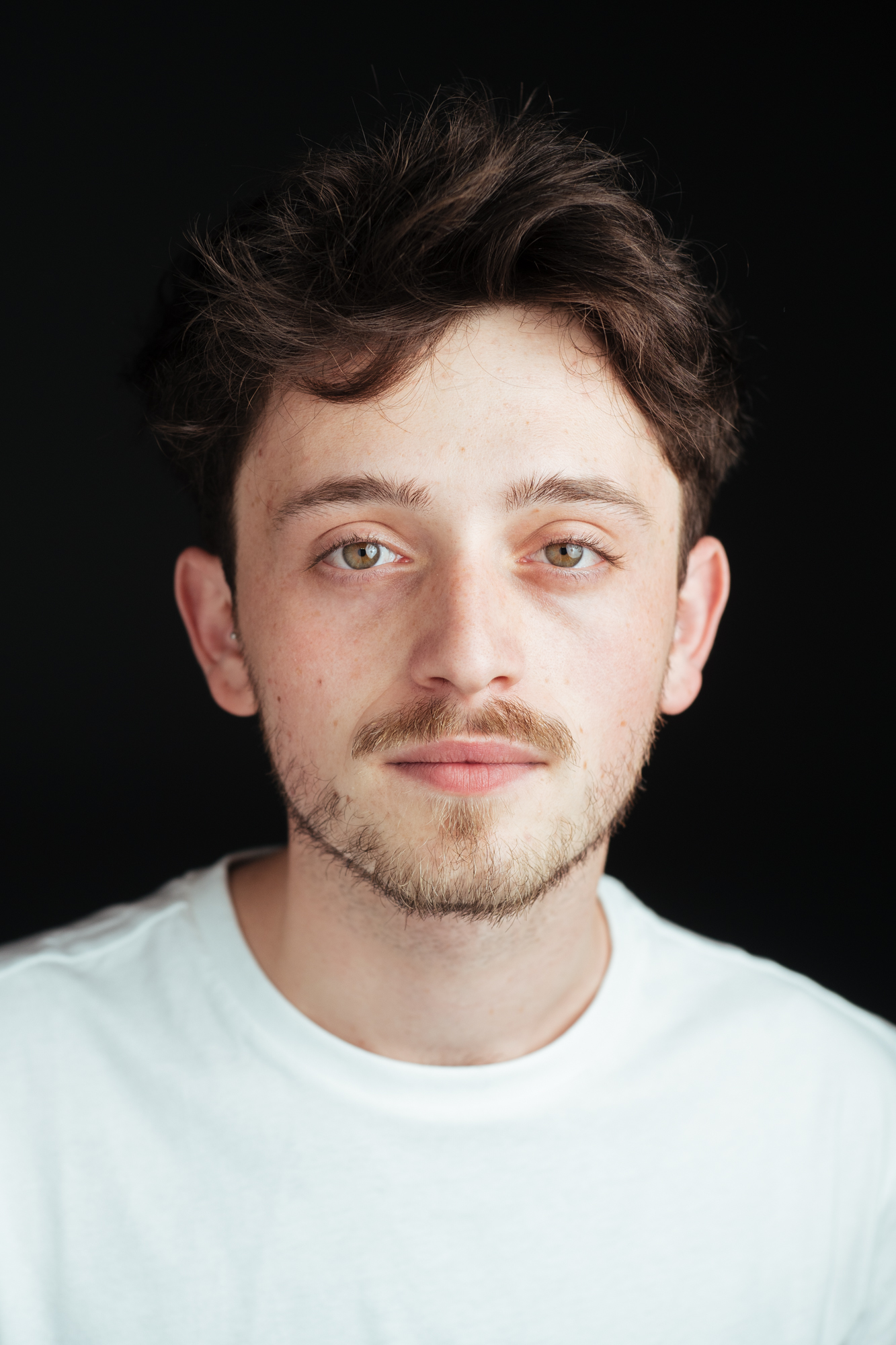
Adelin Tudorache în 2025. Foto: Wikimedia Commons

Adelin Tudorache (n. 20 noiembrie 1999, Măgura, județul Buzău) este un actor român de teatru și film. A fost nominalizat la Premiile UNITER 2024, la categoria Cel mai bun debut, pentru rolul său din spectacolul Cine l-a ucis pe tata? în regia lui Andrei Măjeri.
A colaborat cu instituții precum Teatrul Metropolis și Centrul Cultural Lumina și a fost prezent în festivaluri importante, printre care FITS și FNT. Activitatea sa artistică a fost documentată în publicații de profil precum Scena9, LiterNet, Teatrul Azi și Life.ro.

## Biografie
A absolvit Liceul de Arte „Margareta Sterian” din Buzău, apoi Facultatea de Teatru și Film a Universității Babeș-Bolyai din Cluj-Napoca, specializarea Arta actorului. A urmat un masterat în Arta actorului de film la Universitatea Ovidius din Constanța.

## Activitate profesională

### Teatru
- Singuri – regia Tudor Cucu-Dumitrescu, Centrul Cultural Lumina (2025)
- Bestiar – regia Denisa Nicolae, Teatrul Metropolis (2024)[4][5]
- Cine l-a ucis pe tata? de Édouard Louis – regia Andrei Măjeri, Teatrul Metropolis București (2023)[6][7][8][9][10][11]

- Șoptitorii – regia Ionuț Caras, Texte Bune în Locuri Nebune (2021)

### Teatru radiofonic
- Cea care privește lumea – text de Alexandra Badea, regia Carla Teaha, Radio Guerrilla (2024)
- Alb și Roșu – regia Andrei Măjeri, Teatrul Improbabil (2023)

### Film
- Lara – regia Alex Mirea, producție independentă (2023)
- The Conspiracy Committee or How to Solve a Crisis – regia Alexandru Munteanu (2023)

## Participări în festivaluri
Spectacolul Cine l-a ucis pe tata? a fost prezentat în cadrul mai multor festivaluri:
- FITS – Festivalul Internațional de Teatru de la Sibiu (2025)
- Festivalul Avanpremierelor, Bydgoszcz, Polonia (2024)
- FNT – Festivalul Național de Teatru (2024)
- Zilele Teatrului „Matei Vișniec”, Suceava (2024)
- Festivalul de Teatru Nou, Arad (2024)
- Festivalul Internațional de Teatru Oradea (FITO) – Premiul special al juriului (2024)

## Premii și recunoaștere
- Nominalizare la Premiile UNITER 2024 – Cel mai bun debut, pentru Cine l-a ucis pe tata?[1][12]
- Premiul special al juriului – Festivalul Internațional de Teatru Oradea (FITO), 2025

## Alte activități
- Trainer de actorie la Academia Studiourilor Buftea (din 2024)